# Hamry (Chrudimi járás)
Hamry település Csehországban, a Chrudimi járásban. Hamry Jeníkov, Hlinsko, Studnice és Vortová településekkel határos. Lakosainak száma 230 fő (2024. január 1.).

## Népesség
A település lakosságának változását az alábbi diagram mutatja:
| Lakosok száma | 531  | 536  | 559  | 395  | 262  | 237  | 237  | 233  | 219  | 230  |
|               | 1869 | 1890 | 1921 | 1950 | 1980 | 2001 | 2017 | 2019 | 2022 | 2024 |